# Wittoen (bier)
Wittoen is een Belgisch bier van hoge gisting.
Het bier wordt sinds 2004 gebrouwen in Brouwerij Strubbe te Ichtegem. Het is een tripelbier met een alcoholpercentage van 8,2%, gebrouwen voor de gemeente Oostkamp. Het bier wordt gearomatiseerd met kruiden, als herinnering aan de lokale bieren die in de Middeleeuwen gebrouwen werden. De kruidenmengsels werden in die tijd ter plaatse verzameld. Het bier werd de naam ‘Wittoen’ meegegeven, naar de Oostkampse ridder Wittoen. Ridder Jan Wittoen, ook weleens Jan Winteyn genoemd, was in 1417 heer van de heerlijkheid Orscamp en burgemeester van het Vrije.